# Дистрофия
Дистрофията (дис – „нарушение“ и трофия – „хранене“) представлява разстройство в метаболизма на веществата, при което настъпват количествени и качествени промени в клетките, в основното вещество и съединителната тъкан с натрупване на продукти от собствената обмяна или на чужди на тях субстанции. Според това на кои вещества е нарушена обмяната, дистрофиите се делят на: белтъчни, мастни, въглехидратни и минерални. Според това дали се засягат клетките и междуклетъчните пространства и структури, дистрофиите се делят на клетъчни, извънклетъчни и смесени.